# Challuy
Challuy ist eine französische Gemeinde mit 1.468 Einwohnern (Stand: 1. Januar 2022) im Département Nièvre in der Region Bourgogne-Franche-Comté. Sie gehört zum Arrondissement Nevers und zum Kanton Nevers-3.

## Geografie
Challuy liegt an der Loire und dem Canal latéral à la Loire. Umgeben wird Challuy von den Nachbargemeinden Nevers im Norden und Nordosten, Sermoise-sur-Loire im Osten und Südosten, Magny-Cours im Süden, Saincaize-Meauce im Südwesten, Gimouille im Westen sowie Marzy im Nordwesten.
Die Autoroute A77 geht hier in die Route nationale 7 über.

## Bevölkerungsentwicklung
| Jahr                       | 1962 | 1968 | 1975 | 1982 | 1990 | 1999 | 2006 | 2019 |
| Einwohner                  | 1349 | 1286 | 1257 | 1324 | 1256 | 1347 | 1588 | 1526 |
| Quellen: Cassini und INSEE |      |      |      |      |      |      |      |      |